# Manuel Agustín Heredia

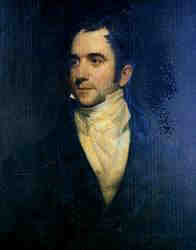
Manuel Agustín Martínez Heredia

Manuel Agustín Heredia Martínez (* 4. Mai 1786 in Rabanera de Cameros; † 14. August 1846 in Málaga) war ein spanischer Industrieller und Förderer der industriellen Revolution in Andalusien.

## Leben
Heredia wurde als ältester von fünf Söhnen des Hidalgo Manuel Heredia Fernández und María Balbanera Martínez in Rabanera de Cameros geboren, einer kleinen Gemeinde in La Rioja. Nach dem Tod seiner Mutter kam er im Alter von fünfzehn Jahren nach Málaga, wahrscheinlich mit der Hilfe von Verwandten und Landsleuten, die bereits in Málaga lebten. In Vélez-Málaga begann er als Verkäufer in einem Kaufmannsladen zu arbeiten, gründete jedoch bald mit zwei Partnern sein eigenes Handelsunternehmen.
Zusammen mit Manuel María Fernández eröffnete Heredia während des Unabhängigkeitskrieges 1808 seine ersten Geschäftshäuser in Gibraltar und Málaga, die auf den Im- und Export von landwirtschaftlichen, Manufaktur- und Kolonialwaren spezialisiert waren. Insbesondere erhielt er Vorteile beim Export von Graphit aus Benahavís, was den Grundstein für seinen späteren Reichtum legte. 1813 trennte sich Heredia von seinem Partner, im selben Jahr heiratete er Isabel Livermore y Salas (1795–1849), Tochter eines irischen Lederfabrikanten in Málaga. Das Paar hatte zwölf Kinder, darunter die Forscherin Amalia Heredia y Livermore (1830–1902). In die folgenden zehn Jahren florierte Heredias Überseehandel, ungeachtet der südamerikanischen Unabhängigkeitskriege. Für seine Verdienste ernannten ihn die Kaufmänner Málagas 1924 zum Prior del Consulado. In dieser Position nahm Heredia maßgeblich Einfluss auf die städtebauliche Entwicklung Málagas.
1826 gründete er das Unternehmen La Concepción in Altos Hornos in Marbella, es war die erste Eisenhütte mit einem Hochofen in Spanien. 1833 folgte die zweite Eisenhütte La Constancia in Málaga, die nach englischem Vorbild von dem Architekten Tomás Cortés erbaut wurde. In den 1830er Jahren führten die beiden Betriebe Spaniens Eisenproduktion an, was daran lag, dass die Produktion in Kantabrien durch die Karlistenkriege zum Erliegen gekommen war und dass Heredia seine Eisenhütten mit modernster Ausrüstung versah. 1840 war Heredia der größte Arbeitgeber in Spanien und der erste Industrie-Eisenwarenhändler. Allein seine Stahlunternehmen beschäftigten etwa 2000 Menschen.
Neben der Stahlindustrie war er auch Besitzer von zwei Seifenfabriken und der Bleigießerei San Andrés de Adra. Seine Flotte umfasste 18 Handelsschiffe, die zwischen Spanien und Amerika verkehrten. Kurz vor seinem Tod entstand die Fabrik La Química zur Herstellung von Schwefelsäure, Soda und Stearinkerzen. Er war auch beteiligt an einem Versicherungsunternehmen für Arbeiter (Unión Malagueña und Sociedad de Seguros contra Incendios de Edificios) sowie Mitbegründer der Banco de Isabel II. Die von ihm gegründete Stiftung Banco de Isabel II. unterstützte im Besonderen die Romafamilien (Pueblo gitano), die in seinen Unternehmen arbeiteten. Die Stiftung baute Arbeiterwohnsiedlungen. Wenige Monate vor seinem Tod gründete er zusammen mit Pablo und Martín Larios noch das Textilunternehmen Industria Malagueña.
Kurz vor seinem Ableben im August 1846 wurde Heredia von Königin Isabella II. zum Senator ernannt. Bei seinem Tod betrug sein Vermögen über 60 Millionen Reales.